# 钟晓敏 (校长)
钟晓敏（1963年6月—），浙江平湖人，1982年9月参加工作，1988年5月加入中国共产党，上海财经大学财政学专业毕业，经济学博士、教授，博士生导师，曾任浙江财经大学副校长。现任浙江财经大学校长、党委副书记。主持行政全面工作，负责本科教育、研究生教育、学科建设、创新创业教育、发展规划、体育、审计、学术期刊工作，分管发展规划处、高教研究室、教务处、教师教学发展中心、研究生院、党委研究生工作部、学科建设办公室、审计处、学报编辑部、经济与管理实验中心。
中宣部文化名人暨“四个一批”人才，国家“万人计划”哲学社会科学领军人才，国家百千万人才工程人选，国家级突出贡献中青年专家，享受国务院政府特殊津贴。浙江省有突出贡献的中青年专家，浙江省“新世纪151人才工程”重点资助对象，浙江省高校中青年学科带头人重点资助对象。

## 其他任职
- 全国高校财政学教学研究会副会长
- 中国财政学会理事
- 教育部高等学校财政学类专业教学指导委员会委员
- 浙江省财政学会副会长

## 研究成果
先后主持研究国家社会科学基金项目2项，教育部哲学社会科学研究重大课题攻关项目1项，以及其他省部级基金项目15项。在《经济研究》、《中国社会科学》等刊物发表学术论文50余篇。撰写《经济发展方式转变的地方财税体制改革研究》等学术著作5部，主编《财政学》、《地方财政学》等“十二五”国家重点规划教材5部。获国家级、省部级科研、教学优秀成果奖多项。
国家特色专业和综合改革试点专业财政学、国家级教学团队财政学核心课程建设团队和浙江省高校人文社科重点研究基地（财政学）负责人，浙江省教学名师。